# 廖冔
廖冔（1484年—？），或作廖銲，字儀仲，廣西南寧府宣化縣籍桂林府臨桂縣人，明朝政治人物。

## 生平
弘治十七年（1504年）甲子科廣西鄉試第十七名舉人，正德十二年（1517年）中式丁丑科會試第一百四十三名，三甲第五十一名進士。選翰林院庶吉士。曾任直隸池州府東流縣教諭。

## 家族
曾祖廖信；祖父廖寯，曾任儀賓；父廖晟，母龍氏。慈侍下。兄廖鎧、廖鉞。